# Steam Controller
Steam Controller je herní ovladač vyvinutý společností Valve Corporation. Největší odlišností tohoto ovladače od ostatních je možnost hrát s ním i hry, které byly vyvinuté pro klávesnici a myš. Prodej byl zahájen 10. listopadu 2015 a ukončen 26. listopadu 2019 z důvodu nízké poptávky a nespokojenosti zákazníků.

## Funkce
Na první pohled je vidět rozdíl mezi moderními herními ovladači a ovladačem od Valve. Společnost na místo joysticků umístila trackpady, které zároveň slouží jako tlačítka. Trackpady disponují haptickou odezvou, což v praxi znamená, že uživatel při kontaktu s dotykovou plochou může v určitých situacích, jako je například střelba z pušky, cítit jemné vibrace či ťukání. Pro implementaci haptické zpětné vazby v trackpadech byly použity dva elektromagnety. Na ovladači je dále rozmístěný 1 joystick a dalších 14 tlačítek. Sedm z nich najdeme na přední straně ovladače, ale některé jsou situovány také v jeho horních rozích nebo zezadu. Ovladač je také vybaven 3-osým gyroskopem a 3-osým akcelerometrem, aby byl schopný rozeznat svou polohu v prostoru. Jeho nakloněním můžeme ve hře například ovlivnit směr, kterým jede automobil.

## Kompatibilita
Steam Controller je kompatibilní s počítači se systémem Windows, macOS, Linux nebo SteamOS. K zařízení se připojuje přes Bluetooth nebo přes micro USB. Je také možné se připojit přes zařízení či aplikaci Steam Link. Pomocí služby Steam Link se můžete připojit k jakémukoli počítači se systémem Steam v místní síti nebo i přes internet. Při připojení přes Bluetooth je zpoždění zmáčknutí tlačítka největší a to cca 13 ms. Je možné s ním hrát hry, které jsou dostupné v katalogu Steam a podporují jej. Pro všechny hry, které jej nepodporují, přidalo Valve režim kompatibility s názvem Big Picture, který ovladači umožňuje emulovat myš a klávesnici. Tento nástroj umožňuje hráčům také vytvářet a sdílet vlastní rozložení ovládání pro různé hry. Všichni ostatní hráči si mohou vybrat konfiguraci ze seznamu nebo použít stejnou jako jejich kamarádi.

## Vývoj
První návrh ovladače vypadal úplně jinak, než jaká byla jeho finální podoba. Počítalo se s větší dotykovou obrazovkou uprostřed ovladače, která by uživateli dovolovala provádět akce, které by za normálních okolností prováděl myší. Na začátku roku 2014 se ale od tohoto návrhu upustilo, protože podle průzkumů se hráči s nápadem neztotožňovali.  Na žádost veřejnosti byla tlačítka přeuspořádána tak, aby více vyhovovala současným hrám. Původní verze také počítala se zabudovaným trackballem, který by měl simulovat použití myši. Nakonec ale Valve zvolilo trackpady, které nabízejí více uživatelských možností. Valve také chtělo, aby byl ovladač co nejlehčí a co nejvíce ergonomický. Toho se snažily dosáhnout vytvořením mnoha 3D modelů, které poté testovala úzká část veřejnosti. Ovladač je možné napájet přes micro USB kabel nebo dvěma AA bateriemi.

## Aktualizace
Pro toto zařízení bylo v průběhu let vydáno mnoho aktualizací, které výrazně zlepšily herní zážitek. Většina z nich byla zaměřená na zvýšení uživatelské přizpůsobitelnosti. První aktualizace umožnila zaměřování pomocí interního gyroskopu. Také bylo přidáno vyskakovací okno s rychlým přístupem pro příkazy, které se mohli chovat jako zkratky na klávesnici. Další aktualizace umožnila tlačítkům reagovat odlišně podle způsobu stlačení. Například rozlišovat mezi jedním krátkým klepnutím, dvojitým klepnutím nebo podržením.

## Uvedení na trh a prodeje
Prodej byl spuštěn v listopadu 2015. Do října 2016 se prodal téměř milion kusů. V září 2018 bylo už prodáno téměř 1,5 milionu kusů.

## Soud s Ironburg Inventions
V roce 2019 společnost prodej ukončila z důvodů nízké poptávky po produktu a také kvůli kauze se společností Ironburg Inventions, která Valve zažalovala za zkopírování jejich patentu. Vysoudili odškodnění v hodnotě 4 miliony amerických dolarů.

## Zajímavosti
Valve v roce 2022 oznámila, že by chtěla vyvinout Steam Controller 2. V současné době se vedou spekulace o možném vývoji, které ale zatím nejsou podloženy žádnými ověřenými zdroji.
Zajímavostí je i fakt, že ovladač byl před ukončením prodeje prodáván pouze za $5 + poštovné, které v té době stálo okolo $8. Původní cena pro americký trh byla $49.99.